# Rasch in der That
Rasch in der That, op. 409, är en schnellpolka av Johann Strauss den yngre. Den framfördes första gången den 29 januari 1883 i Sofienbad-Saal i Wien.

## Historia
Polkan skrevs till Wiens Författare- och Journalistförening "Concordia" och framfördes första gången vid deras karnevalsbals i Sofienbad-Saal den 29 januari 1883. Det var dock inte Johann själv som dirigerade Capelle Strauss vid tillfället, utan brodern Eduard Strauss och då med titeln Ball Reporter. Några dagar senare, den 11 februari, framförde Eduard åter polkan men denna gång i Musikverein. Upprinnelsen till titeln är osäker men säkerligen med pressens snabbhet att göra (Rasch = snabb). 1899 använde Adolf Müller polkans melodier till duetten "Grüß Gott, mein liebes Kind" i sin operettpastisch Wiener Blut, som byggde på Johann Strauss den yngres musik.

## Om polkan
Speltiden är ca 3 minuter och 1 sekund plus minus några sekunder beroende på dirigentens musikaliska tolkning.

## Weblänkar
- Rasch in der That i Naxos-utgåvan.